# Idioma bajo alemán
El bajo alemán (en alemán: Niederdeutsch, pronunciación: /ˈniːdɐˌdɔɪ̯tʃ/ⓘ o Plattdeutsch, pronunciación: /ˈplatdɔɪ̯t͡ʃ/ⓘ) comprende un conjunto de variedades lingüísticas germánicas habladas en un extenso territorio de Alemania, que comprende varios estados en el norte/centro-norte del país, en el este de los Países Bajos y en el sur de Dinamarca, así como por minorías en Polonia, Kaliningrado y comunidades menonitas en América y otros enclaves dispersos por el mundo.
El término se usa muchas veces indistintamente con el bajo sajón, que forma gran parte del bajo alemán en sus variedades más occidentales. Este uso alternado de los términos se debe tanto al hecho de designar la misma habla en estos territorios, como por el uso histórico y lingüístico común de los términos alemán y sajón. Por motivos similares, el término es usado a veces de manera confusa para designar a las lenguas bajogermánicas en su totalidad, que además incluyen el neerlandés, el afrikáans y el limburgués, y que no son de hecho formas del bajo alemán.
Existen numerosos enclaves del bajo alemán —particularmente el bajo alemán menonita (Plautdietsch)— en partes de América, Rusia, Asia Central (sobre todo Kazajistán) e incluso Israel. Antes del final de la Segunda Guerra Mundial, sus variantes se hablaban regularmente en algunas zonas del norte de Polonia y en áreas más alejadas al este. En América, poblaciones hablantes del Plautdietsch pueden encontrarse en México, Bolivia, Paraguay, Argentina y Costa Rica. El bajo alemán menonita también ha llegado a otros países en América como Estados Unidos, Canadá y Colombia.

## Usos del término
Entre las variedades lingüísticas englobadas bajo el término bajogermánico o bajo alemán (en sentido amplio) están las siguientes variedades descendientes del antiguo sajón:
1. Un subgrupo germánico del oeste. Esta subdivisión comprende los grupos bajo fráncico (en el oeste) y bajo sajón (en el este). El grupo bajo fráncico comprende unas lenguas y unos dialectos como holandés, flamenco occidental, brabanzón/flamenco oriental, kleverlandés, groningués, zelandés, limburgués, afrikáans y ciertas lenguas criollas del Caribe, de las Américas y de Indonesia que eran colonias neerlandesas. El grupo bajo sajón comprende los dialectos que son los descendientes del sajón antiguo.
2. Niederdeutsch o Plattdeutsch (en la terminología alemana) que comprende aquellos dialectos bajo-sajones y Bajo alemán orientales que se hablan dentro de Alemania, es decir, no están incluidos los dialectos relacionados que se usan en los Países Bajos, Bélgica, Flandes francés y Sudáfrica.

Debe notarse que los sajones que invadieron Gran Bretaña, no hablaban una lengua descendiente del sajón antiguo, sino una lengua anglofrisia, que posiblemente fuera cercana, pero no descendiente directa. Este antiguo anglosajón, que se expandió por Inglaterra y partes de Escocia, es el antecesor del inglés moderno y del Lallans escocés.

### Denominaciones
Bajo alemán:
- en alemán: Plattdeutsch, Niederdeutsch
- en inglés: Low German
- en neerlandés: Nederduits
- en bajo sajón del norte: Plattdüütsch (Nederdüütsch)
- en bajo sajón de Frisia del Norte: Plattdüütsk (Nederdüütsk), Plattdüüts' (Nederdüüts)
- en dialectos bajo-sajones de los Países Bajos: Nederduuts, Neerduutsk, etc.
- en bajo sajón menonita (Plautdietsch): Nadadietsch

Bajo sajón:
- en alemán: Niedersächsisch
- en inglés: Low Saxon, Lower Saxon, arc.: Lowland Saxon
- en neerlandés: Nedersaksisch (para los dialectos de Alemania a veces Platduits)
- en bajo sajón del norte: Neddersassisch
- en dialectos bajo-sajones de los Países Bajos: Nedersaksisch, Neersaksies, etc.

Bajo sajón menonita:
- en inglés: Mennonite Low German, Plautdietsch
- en bajo sajón menonita (Plautdietsch): Plautdietsch

Nótese que en el neerlandés precontemporáneo los nombres nederduits (o nederduytsch) y simplemente duits (o duytsch) se usaban con frecuencia también para la lengua neerlandesa. La vieja forma Duytsch (que está relacionada con deutsch ‘alemán’ en alemán) es el origen del Dutch para ‘neerlandés’ en inglés.
El bajo alemán también se encuentra en diversas zonas de América, debido al flujo de la gente que huía de persecuciones, especialmente de tipo religioso. En Estados Unidos y Paraguay viven los amish, descendientes de los menonitas, presentes en Paraguay, México, Belice, Bolivia y Canadá, gran parte de los menonitas sigue hablando alemán, especialmente el bajo (actualmente una versión antigua).

## Estatus
El bajo alemán ha sido reconocido en los Países Bajos y Alemania desde 1999 como lengua regional de acuerdo a la Carta Europea de las Lenguas Regionales o Minoritarias. Según la terminología oficial definida en la carta, este estatus no se aplicaría a un dialecto de una lengua oficial (según el artículo 1a) y, por lo tanto, tampoco al bajo alemán en Alemania si se considerara un dialecto del alemán. Quienes defienden la promoción del bajo alemán han expresado su gran esperanza de que este avance político legitime de inmediato su afirmación de que el bajo alemán es una lengua independiente y ayude a mitigar las limitaciones funcionales que aún pueden citarse como criterios objetivos para un mero dialecto, como su ausencia prácticamente total en contextos legales y administrativos, escuelas, medios de comunicación, etc.
A petición de Schleswig-Holstein, el gobierno alemán declaró al bajo alemán como lengua regional. Las oficinas alemanas en Schleswig-Holstein están obligadas a aceptar y tramitar las solicitudes en bajo alemán en igualdad de condiciones que las solicitudes en alto alemán estándar. El Tribunal Federal de Justicia de Alemania dictaminó en un caso que esto debía hacerse incluso en la oficina de patentes de Múnich, en una región no perteneciente al bajo alemán, cuando el solicitante debía pagar el coste del traductor, ya que las solicitudes en bajo alemán no se consideran escritas en alemán.

## Clasificación

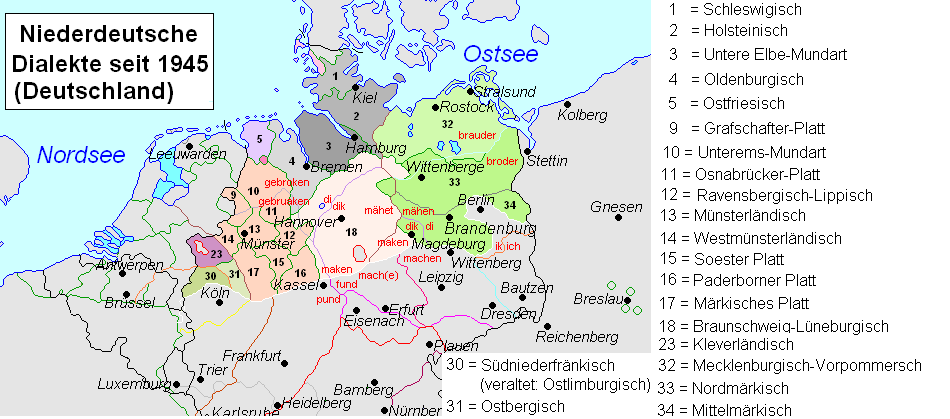
Dialectos del moderno bajo alemán.

Todas las variantes del bajo alemán constituyen uno de los grupos en que se dividen las lenguas bajogermánicas, que a su vez forman parte de las lenguas germánicas occidentales. Internamente el bajo alemán se divide en dos bloques dialectales:
- bajo alemán occidental
- bajo alemán oriental.

## Características lingüísticas
Hacia el siglo III más o menos se produjo una importante mutación consonántica en el dominio lingüístico germánico, conocida como segunda mutación consonántica. Esta mutación consistó en una oleada de cambios sucesivos que fricativizaron las oclusivas sordas, con algunos reajustes secundarios. Esta mutación se inició en las variedades germánicas meridionales y se extendió a los dialectos de más al norte, tal como muestran el moderno alto alemán y en particular el bávaro. Sin embargo, el bajo alemán, o no muestra la segunda mutación, o la muestra con un alcance limitado. Ese es el criterio generalmente usado para diferenciar el alto alemán del bajo alemán.
Sin embargo, hacia el norte y noroeste de Alemania, las consonantes típicas del alemán alto desaparecen cada vez más, creando un alemán medio hasta llegar al Plattdeutsch puro. Este mantuvo, al igual que el neerlandés y el flämisch (flamenco) las características fonéticas del germano antiguo, y es (ya por razones geográficas) más cercano al inglés que el alemán. Las variedades de bajo alemán, dependiendo del dialecto, o no muestran ninguna de esas mutaciones, o las muestran con un alcance reducido. El haz de isoglosas alcanzó la actual frontera alemana con Bélgica, al sur de Aquisgrán hacia Düsseldorf. De ahí a Kassel, llega sobre Magdeburgo hacia el río Elba y pasa por el norte de Wittenberg hasta el noreste de Fráncfort del Óder junto a Polonia. Esta línea se conoce como la línea de Benrath (Benrather Linie), y al norte de ella rigen las características del alemán bajo, así como dat Water en vez de das Wasser del alemán escrito.

### Fonología

#### Consonantes
No existe un bajo alemán estándar, y el sistema consonántico varía ligeramente de una variante de bajo alemán a otra. La siguiente tabla muestra el inventario del sajón septentrional, una variante de bajo sajón occidental.
|             | Labial | Alveolar | Post- alveolar | Palatal -Velar | Glotal |
| ----------- | ------ | -------- | -------------- | -------------- | ------ |
| Oclusiva    | p b    | t d      |                | k ɡ            |        |
| Fricativa   | f v    | s z      | ʃ              | x ʝ            | h      |
| Nasal       | m      | n        |                | ŋ              |        |
| Aproximante |        | r        | l              |                |        |
Este sistema es marcadamente similar al del alemán estándar, siendo la principal diferencia la ausencia de las africadas en p͡f, t͡s, t͡ʃ  en bajo alemán.

#### Vocales
Al igual que sucede con las consonantes, el inventario de vocales difiere ligeramente de una variante a otra. La siguiente lista muestra el inventario de una variante de Plautdietsch:
| AFI         | Descripción                                   | Palabra     |
| monoptongos | monoptongos                                   | monoptongos |
| ----------- | --------------------------------------------- | ----------- |
| i~iː        | Vocal cerrada anterior no redondeada          | hia         |
| ɪ           | Vocal casi cerrada semianterior no redondeada | Kjint       |
| ɛ           | Vocal semiabierta anterior no redondeada      | met         |
| æ           | Vocal casi abierta anterior no redondeada     | Kjoakj      |
| ɒ           | Vocal abierta posterior redondeada            | Gott        |
| ʊ           | Vocal casi cerrada semiposterior redondeada   | Bock        |
| y           | Vocal cerrada anterior redondeada             | Hüs         |
| ʌ~ɐ         | Vocal semiabierta posterior no redondeada     | Lost        |
| ɜ~ɜː        | Vocal semiabierta central no redondeada       | ferhäa      |
| ə           | Schwa                                         | schmäare    |
| e           | Vocal cerrada anterior no redondeada          | Tän         |

#### Diferencias con el alto alemán
La principal diferencia del bajo alemán y el alto alemán (estándar) es que este segundo presenta la llamada segunda mutación consonántica del germánico. Esta mutación en general proviene del bajo alemán con ocurrencias esporádicas. Existe una excepción a los efectos de esta serie de cambios, y es que la segunda mutación sí provocó en el bajo alemán el desplazamiento de la antigua /ð/ a ser /d/. En cuanto al efecto de la segunda mutación, el bajo alemán se acerca a las lenguas anglofrisias y germánicas septentrionales, aunque en otros aspectos el bajo alemán moderno está más cerca del alto alemán que de esas otras lenguas.
Debido a la ausencia en gran parte de la segunda mutación en bajo alemán, muchas palabras de este están algo más cercanas al inglés que las correspondientes palabras del alto alemán. Una característica que distingue, sin embargo, al bajo alemán del inglés es el ensordecimiento de las obstruyentes finales (Auslautverhärtung), ejemplificado en las palabras de la tabla de más abajo. Esta es una característica que afecta también al neerlandés y el alto alemán e involucra la neutralización de sonoridad en posición de coda (por eso t = d a final de sílaba). La siguiente tabla compara léxico de varias lenguas germánicas, donde se puede apreciar el efecto tanto de la segunda mutación como de otros cambios fonéticos:
| PG | Mutación       | Bajo alemán              | Neerlandés               | Inglés                  | Alto alemán              | Frisio                  |
| -- | -------------- | ------------------------ | ------------------------ | ----------------------- | ------------------------ | ----------------------- |
| *k | > ch           | maken, moaken, maaken    | maken                    | make                    | machen                   | meitsje                 |
| *k | > kch          | Karl, Korl               | Karel                    | Carl, Ceorl, Churl      | Karl                     | Kirl, Tsjirl            |
| *d | > t            | Dag, Dach                | dag                      | day                     | Tag                      | Dei                     |
| *t | > ss           | eten, äten               | eten                     | eat                     | essen                    | ite                     |
| *t | > z (/ts/)     | teihn, tian              | tien                     | ten                     | zehn                     | tsien                   |
| *t | > tz, z (/ts/) | sitten                   | zitten                   | sit                     | sitzen                   | sitte                   |
| *p | > f, ff        | Schipp, Schepp           | schip                    | ship, skiff             | Schiff                   | skip                    |
| *p | > pf           | Peper, Päpa              | peper                    | pepper                  | Pfeffer                  | piper                   |
| *β | > b            | Wief (sg.), Wiewer (pl.) | wijf (sg.), wijven (pl.) | wife (sg.), wives (pl.) | Weib (sg.), Weiber (pl.) | wiif (sg.), wiven (pl.) |
Nota: Las palabras mostradas son cognados fonéticos, no siempre equivalentes semánticos. Por ejemplo, los equivalentes de wife en moderno neerlandés y alemán son vrouw y Frau, respectivamente; mientras que los cognados wijf o Weib han caído en desuso.

### Comparación con otras lenguas germánicas
A continuación se muestra el padre nuestro en bajo alemán comparado con otras lenguas germánicas occidentales:
| Bajo alemán                                                                                  | Alemán                                                                                      | Neerlandés                                                                                     | Frisón occidental                                                                     | Inglés                                                                             |
| -------------------------------------------------------------------------------------------- | ------------------------------------------------------------------------------------------- | ---------------------------------------------------------------------------------------------- | ------------------------------------------------------------------------------------- | ---------------------------------------------------------------------------------- |
| Uns Vadder in'n himmel, hilligt warden dien naam, dien riek kame.                            | Unser Vater im himmel, geheiligt werde dein name, dein reich komme.                         | Onze Vader in de hemel, geheiligd worde uw naam, uw rijk kome.                                 | Us Fader yn 'e himel, hillige wurde jo namme, jo ryk komme.                           | Our Father in heaven, hallowed be your name, your kingdom come.                    |
| Dien willen lat warden as in'n himmel so ok op de eerd. Giff uns vundaag uns dääglich brood. | Dein wille geschehe wie im himmel so auch auf der erde. Gib uns heute unser tägliches brot. | Uw wil geschiede gelijk in de hemel zoals ook op de aarde. Geef ons heden ons dagelijks brood. | Jo wil wurde dien allyk yn 'e himel sa ek op 'e ierde. Jou ús hjoed ús deistich brea. | Your will be done as it is in heaven also on earth. Give us today our daily bread. |
| Un vergiff uns unse schuld as ok wi vergeven unse schüldnern.                                | Und vergib uns unsere schuld wie auch wir vergeben unsern schuldigern.                      | En vergeef ons onze schulden gelijk ook wij vergeven onze schuldenaren.                        | En ferjou ús ús skulden allyk ek wy ferjouwe ús skuldners.                            | And forgive us our debts as we also have forgiven our debtors.                     |
| Un lett uns nich in versöken, man erlös uns vun dat böse.                                    | Und leit uns nicht in versuchung, sondern erlöse uns von dem bösen.                         | En leid ons niet in verzoeking, maar verlos ons van de boze.                                   | En leid ús net yn fersiking, mar ferlos ús fan de kweade.                             | And lead us not into temptation, but befree us from the evil one.                  |
| Denn dien is dat riek un de kraft un de herrlichkeit in ewigkeit. Amen.                      | Denn dein ist das reich und die kraft und die herrlichkeit in ewigkeit. Amen.               | Want van u is het rijk en de kracht en de heerlijkheid tot in der eeuwigheid. Amen.            | Want jowes is it ryk en de krêft en de hearlikheid oant yn ivichheid. Amen.           | For yours is the kingdom, the power and the glory, forever and ever. Amen.         |